# Jesús històric
El Jesús històric és un concepte que es refereix a l'autenticitat històrica de l'existència de Jesús de Natzaret. Els estudiosos solen establir una distinció entre Jesús com reconstruït a través dels mètodes històrics i el Crist de la fe tal com s'entén a través de la tradició teològica. La figura històrica de Jesús és d'importància central pel cristianisme i l'islam, en què els detalls històrics de la vida de Jesús són essencials. La qüestió del Jesús històric, plantejada des dels evangelis queda per tant una qüestió rellevant però sense resposta definitiva.
Fins a mitjans del segle xviii no es plantejava la veracitat i fiabilitat històrica dels evangelis. A partir de llavors, comença a qüestionar-se des dels corrents filosòfics del racionalisme alemany la veritat històrica dels evangelis. Són els protestants alemanys els que comencen a intentar una resposta a aquestes qüestions, obrint-se així la que s'ha anomenat la «recerca del Jesús històric». El tema continua viu, també als Països Catalans. El 2010, a Barcelona va organitzar-se un seminari sobre el tema «El Jesús històric i el Crist de la fe»

## Estudis crítics
La majoria dels erudits crítics, en els àmbits de la història i els estudis de la Bíblia, creuen que algunes parts del Nou Testament són útils per a la reconstrucció de la vida de Jesús, i estan d'acord que Jesús era un jueu que va ser considerat com un mestre i sanador. Tot i això, conclouen que «la categoria d'història, aplicada als evangelis (certament a l'Evangeli segons Joan), és molt problemàtica.» També en general s'accepta que va ser batejat per Joan Baptista i va ser crucificat a Jerusalem per ordre del prefecte romà de Judea, Ponç Pilat, pel delicte de sedició contra l'imperi romà. A banda d'aquestes poques conclusions, els estudis acadèmics segueixen sense ser concloents sobre la cronologia, el missatge central de la predicació de Jesús, la seva classe social, l'entorn cultural i l'orientació religiosa. Els erudits debaten sobre diferents descripcions de Jesús:
- com el messies esperat,
- com el líder d'un moviment apocalíptic,
- com un savi itinerant,
- com un guaridor carismàtic o
- com a fundador d'un moviment religiós independent.